# Lucas (Ohio)

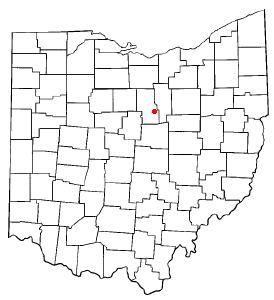
Lucas na planie stanu Ohio

Lucas – wieś w USA, w hrabstwie Richland, w stanie Ohio.
Według danych z 2000 roku wieś zamieszkiwana była przez 620 mieszkańców.